# Miðfjörður (fjord i Island, Norðurland eystra)
Miðfjörður är en fjord i republiken Island.   Den ligger i regionen Norðurland eystra, i den nordöstra delen av landet, 400 km nordost om huvudstaden Reykjavík.
Inlandsklimat råder i trakten. Årsmedeltemperaturen i trakten är −2 °C. Den varmaste månaden är juli, då medeltemperaturen är 11 °C, och den kallaste är februari, med −10 °C.